# Autonomia privada
O princípio da autonomia privada é um princípio jurídico que garante às partes o poder de manifestar a própria vontade, estabelecendo o conteúdo e a disciplina das relações jurídicas de que participam.

## Descrição
Em regra, permanece a vontade dos contratantes. Porém, atualmente a manifestação de vontade não é totalmente livre, pois, na concepção moderna de Estado, este exerce o dirigismo contratual, ou seja, intervenção na relação entre os particulares para garantir princípios mínimos à coletividade. É um dever do Estado, por exemplo, garantir a isonomia substancial (material) diante de eventual desequilíbrio entre o fornecedor e o comprador Como exemplo, temos o Código de Defesa do Consumidor – CDC –, que limita os direitos dos mais fortes e confere direitos aos mais fracos, reequilibrando a relação jurídica. O flagrante desequilíbrio também costuma ocorrer nas relações de trabalho, por isso a criação da Consolidação das Leis do Trabalho – CLT. Dessa forma, os iguais são tratados de forma igual e os desiguais na proporção de suas desigualdades. Logo, o dirigismo contratual é uma limitação ao princípio da autonomia privada.	
Também conhecido como princípio da autonomia da vontade, no seu auge, pós-revolução francesa, esse princípio expressava a liberdade absoluta, ou seja, era-se livre para contratar com quem se quisesse e da maneira a escolher. Falava-se de ampla e irrestrita liberdade de contratar. Essa forma de ver era justificável diante de uma sociedade acostumada a ser vilipendiada por reinos absolutistas. Atualmente fala-se com mais propriedade de autonomia privada, pois a vontade sofre limitações sobre com quem contratar ou mesmo no conteúdo do contrato. Em Brasília, por exemplo, quando um morador quer abastecimento de água em sua residência, não há irrestrita liberdade de contratar e sim apenas uma opção: a Caesb. Diante do exposto, autores portugueses e alemães propõem a substituição da nomenclatura autonomia da vontade por autonomia privada. Porém, há autores que usam os dois termos como sinônimos e outros que negam a autonomia da vontade, sobretudo em contratos internacionais, no dizer de Maria Helena Diniz.
O art. 9º da Lei de Introdução é cogente, não podendo as partes alterá-lo. Há autores, como Oscar Tenório, que não excluem a possibilidade de se aplicar a autonomia da vontade, desde que ela seja admitida pela lei do país onde a obrigação se constituir (lex loci celebrations), sem que se contrarie norma imperativa. Mas, na verdade, será inaceitável a autonomia da vontade para indicar a lei aplicável; haverá tal autonomia para escolha do local para regulamentação de seus interesses ou do foro (...), etc. (Gomes)
A liberdade de contratar diz respeito ao direito/poder de celebrar contratos, ou seja, vem da capacidade civil. Portanto a autonomia privada está relacionada com a liberdade contratual, que é o conteúdo do contrato. Nesta sim, há interferência do Estado e limitação à autonomia privada.
Uma das bases do Código Civil de 2002 - CC - é o princípio da socialidade, ou princípio da função social dos contratos, em que, na busca dos interesses particulares, as partes não podem prejudicar os interesses da coletividade (interesses metaindividual ou individuais relativos à dignidade da pessoa humana), art. 421 – CC: A liberdade de contratar será exercida em razão e nos limites da função social do contrato.
Desse artigo, entenda-se que a função social limita a liberdade contratual (conteúdo) e não a liberdade de contratar (capacidade civil). Não se busca aqui contratar em função da coletividade, buscam-se os interesses particulares, sem, contudo prejudicar terceiros. Então, a função social é limite e não razão para se contratar. Daí a resposta para a indagação: O princípio da função social elimina a autonomia privada? A resposta é não, conforme o enunciado 23 do CJF. A função social do contrato, prevista no art. 421 do novo Código Civil, não elimina o princípio da autonomia contratual, mas atenua ou reduz o alcance desse princípio quando presentes interesses metaindividuais ou interesse individual relativo à dignidade da pessoa humana.